# Vostok Gas
Vostok Gas Ltd. (до 24 мая 2007 называлась Vostok Nafta Investment Ltd.) — инвестиционная компания, основным направлением деятельности которой является нефть и газ с территории бывшего Советского Союза. Была основана в 1996 году со штаб-квартирой на Бермудских островах. Почти все холдинги компании являются американскими депозитарными расписками в российском Газпроме, что делает Газпром владельцем примерно 1,5% компании. Компания имеет листинг на Стокгольмской фондовой бирже и входила в индекс OMX Stockholm 30 крупнейших компаний на бирже в период между июлем 2006 и январём 2009 годов.
На внеочередном общем собрании акционеров в декабре 2008 года была одобрена ликвидации фонда акций ОАО Газпром, предложенная советом директоров. Совет заявил, что волатильность рынка вызвана финансовым кризисом 2008 года и это сделало непривлекательным холдинг для депозитарных расписок Газпрома. Во время ликвидации акционеры получат депозитарные расписки Газпрома в обмен на их шведские депозитарные расписки в Vostok Gas.